# Eldar Qasımov
Eldar Qasımov (4. juni 1989 i Baku i Aserbajdsjanske SSR) er en aserbajdsjansk sanger som repræsenterede Aserbajdsjan i Eurovision Song Contest 2011 med musikduoen Eldar og Nigar sammen med Nigar Camal. Han var en af værterne til Eurovision song contest 2012 i Baku.
Eldar Qasımov er oldebarn til det aserbajdsjanske skuespillerpar Abbas Mirza Sharifzadeh og Marziyya Davudova, og barnebarn af skuespillerinden Firangiz Sharifova. Qasımov begyndte at synge da han var meget ung, og har deltaget i flere koncerter i forskellige byer i Aserbajdsjan og Rusland. Mellem 2001 og 2005 fik han faglig uddannelse i musik og lærte at spille klaver.
Eldar Qasımov har en uddannelse fra Baku Slaviske Universitet i international politik og regional geografi. Siden 2010 har han været kandidatstuderende i international politik på samme universitet Eldar Qasımov taler også flydende tysk.